# 時煒
時 煒（Shih Wei、し い、1981年7月6日 - ）台湾・台北市出身のサッカー選手・フットサル選手。ポジションはFW。バルドラール浦安所属。日本名は時国 司（ときくに つかさ）。

## 経歴
1981年7月に台北市で生まれた。小学校に上がるまでは一家は台湾と日本を行き来する生活をしており、父親の仕事の関係で一歳の時に日本に家を構えた。小学生時代に地元のサッカーチームのスクールに所属。1993年、慶應義塾湘南藤沢中等部・高等部へ進学、2年後にはプロチームのセレクションに参加しFC町田ユースに所属した。1998年にFC町田ユースを退団すると、慶應義塾湘南藤沢高等部サッカーチームに所属、2000年までキャプテンを務めた。
2000年、U-19サッカー台湾代表として2000年AFC U19ユース選手権大会に出場、その後暫くサッカー関連の活動を止め、数度にわたる台湾サッカー協会の招集を辞退。その後慶應義塾大学経済学部に進学。2004年に卒業後直ぐにゴールドマン-サックス日本法人の戦略投資部門アナリストとして就職。 2006年に社長に昇進。2010年、英国ロンドン・ビジネス・スクールに経営管理修士 (MBA) 課程で留学、2012年修士課程を修了。卒業後は帰国せず英国でヘッジファンドに勤めた。
日本語・英語・中国語の三か国語を話せる人間として白羽の矢が立ち、2015年1月にはアジア市場の開拓のために香港にある同社のアジア支店長に就任した。

## キャリア

### クラブチーム
FC町田ユースに所属していたが、その後6年の間サッカーに関する活動は行っていなかった。2006年に再びフィールドに戻ることを決意し、リハビリのあと日本のフットサルチーム FC SPIVに加入、2007年から2009年の3シーズンキャプテンを務める。2008年にはレギュラーとしてリーグ優勝に貢献した。
2014年の渡英後、FCエンフィールドのセレクションに合格し加入、イングランドにおけるフットサルトップリーグであるFAフットサルリーグおよびFAフットサルカップに出場、初ゴールを決めた台湾人と日本人の記録を持つ。1シーズンのみではあったがカップ戦、リーグ戦合計で4ゴールの成績を残した。
2015年に仕事の都合で香港へ渡航後、いくつかのフットサルチームと積極的に接触、第一候補は 香港ペガサスFCと、香港レンジャーズであった。2015年3月、レンジャーズとシーズン終了までの契約でサイン、背番号は10番であった。
2016年1月、第2回香港フットサルリーグ第2節終了後、香港レンジャーズオーナー李輝立は、時煒の積極的な働きかけがあり、フットサルのセカンドチーム創設とセカンドチームのリーグ戦参加、それに関わる資金と選手の獲得について発表した。
2016年6月、香港レンジャーズを退団し帰国、Fリーグのバルドラール浦安に移籍した。

### 台湾代表
1999年、日本での試合に出場した際、地元メディアから「神のストライカー」の渾名をつけられた。これが台湾サッカー協会の注目を浴び、その後のU19代表招集と、2000年AFC U19選手権出場、および代表キャプテンに就任することにつながる。しかしその後台湾協会の招集等を辞退していた。
2015年11月、モンゴルのウランバートルで開催された2016年AFCフットサル選手権・予選のためにフットサル台湾代表に招集された、台湾代表は予選を突破し、ウズベキスタンで開催された本戦にも出場した。

## 個人成績

### 代表歴
| 台湾U19           | 台湾U19 | 台湾U19 | 台湾U19 |
| 年                | 出場    | 得点    | 參考    |
| ----------------- | ------- | ------- | ------- |
| 2000年            | 3       | 0       | [ 1 ]   |
| 合計              | 3       | 0       | [ 1 ]   |
| 2016年2月22日更新 |         |         | [ 1 ]   |

| 台湾フットサル    | 台湾フットサル | 台湾フットサル | 台湾フットサル |
| 年                | 出場           | 得点           | 參考           |
| ----------------- | -------------- | -------------- | -------------- |
| 2015              | 4              | 0              |                |
| 2016年            | 6              | 0              |                |
| 合計              | 10             | 0              |                |
| 2016年2月22日更新 |                |                |                |